# Marina Ladynina
Marina Alekseevna Ladynina (en russe : Мари́на Алексе́евна Лады́нина), née le 11 juin 1908 dans le Gouvernement de Smolensk et morte le 10 mars 2003 à Moscou, est une actrice soviétique. Artiste du peuple de l'URSS elle fut lauréate des cinq prix Staline. Sa carrière fut lancée par son mari, le réalisateur Ivan Pyriev et s'est brutalement arrêtée après leur divorce. À la fin de sa vie, Ladynina jouissant jadis d'une célébrité nationale, vécut pratiquement recluse et oubliée de tous.

## Biographie
Marina Ladynina est née dans le village Skotinino dans une famille de quatre enfants dont elle était l’aînée. Ses parents étaient des paysans illettrés. Peu après, la famille vint s'installer dans le village de Nazavoro près d'Atchinsk où Marina a suivi sa scolarité. Elle travaille comme institutrice et joue dans des spectacles de théâtre amateur. Sur le conseil d'un ami, elle part pour Moscou en 1929 et passe le concours d'entrée de l'Académie russe des arts du théâtre. Diplômée en 1933, elle intègre la troupe du Théâtre d'art de Moscou où elle reste jusqu'en 1935. Elle rencontre Ivan Pyriev. Leur fils Andreï naquit avant qu'ils se marient en 1938, il porte donc le nom de famille de sa mère.
Les rôles dans les films de Pyriev propulsent Ladynina au rang des plus grandes actrices du cinéma soviétique de l'époque. En 1954, elle joue une femme abandonnée par son mari dans L'Épreuve de fidélité. Par une ironie du sort ce scénario se réalisera pour elle dans la vraie vie. Pyriev la quitte après le tournage du film, leur divorce sera prononcé en 1968.
Refusant d'incarner les femmes d'âge mûr et avancé, Ladynina interrompt sa carrière cinématographique. Les rumeurs prétendant que Pyriev empêchait ses collègues réalisateurs d'employer son ex-femme dans leurs films circulaient dans les médias, elles furent cependant démenties par le fils de l'actrice. Elle travailla un temps au Théâtre national d'acteur de cinéma, parcourant le pays participant aux soirées-rencontres avec le public. Puis elle se fait oublier. Les dix dernières années Ladynina ne voulait voir personne à part quelques amis très proches parmi lesquels il y avait Naïna Eltsina, l'épouse de l'ancien président du Soviet suprême de la république socialiste fédérative soviétique de Russie.
L'actrice décède dans l'un des hôpitaux de Moscou, à l'âge de 94 ans. Elle est inhumée au cimetière de Novodevitchi.
Son fils, Andreï Ladynine (1938-2011), après les études dans la classe de maître de Grigori Kozintsev à l'Institut national de la cinématographie est devenu acteur, scénariste et réalisateur. Le petit-fils, Ivan Andreïevitch Ladynine, est historien-égyptologue.

## Filmographie
- 1928 : Interdit d’entrer dans la ville (В город входить нельзя) de Youri Jelaboujski : &pisode
- 1928 : Prosperity (Просперити) de Youri Jelaboujski : fleuriste
- 1935 : Les Sentiers de l'ennemi (Вражьи тропы) d'Olga Preobrajenskaïa : institutrice
- 1936 : Poste frontière au gué du Diable (Застава у Чертова брода) de Miron Bilinsky et Constantin Isaev : Varenka
- 1937 : Une riche fiancée (Богатая невеста) de Ivan Pyriev : Marina
- 1939 : Les Tractoristes (Трактористы) d'Ivan Pyriev : Mariana Bazhan
- 1940 : La Bien-aimée (Любимая девушка) d'Ivan Pyriev : Varia Louguina
- 1941 : La Porchère et le Berger (Свинарка и пастух) d'Ivan Pyriev : Glacha Novikova
- 1942 : Le Secrétaire de Raïkom (Секретарь райкома) d'Ivan Pyriev : Natacha
- 1942 : Antocha Rybkine (Антоша Рыбкин) de Konstantin Youdine : Larissa Semionovna, actrice
- 1944 : Six heures du soir après la guerre (В шесть часов вечера после войны) d'Ivan Pyriev : Varia Pankova
- 1947 : Le Dit de la terre sibérienne (Сказание о земле сибирской) d'Ivan Pyriev : Natacha Malinina, chanteuse
- 1949 : Les Cosaques de Kouban (Кубанские казаки) d'Ivan Pyriev : Galina Peresvetova
- 1951 : Taras Chevtchenko (Тарас Шевченко) de Igor Savtchenko (terminé par Aleksandr Alov et Vladimir Naoumov) : comtesse Pototskaïa
- 1954 : L'Épreuve de fidélité (Испытание верности) d'Ivan Pyriev : Olga Kalmykova
- 1959 : Les Mélodies de Dounaevski (ru) (Мелодии Дунаевского) d'Eric Pyriev
- 1965 : Les hommes restent des hommes (Люди остаются людьми)

## Prix et récompenses
- Ordre de Lénine (1938) pour le rôle dans le film La Fiancée riche
- Prix Staline (1941) pour le film Les Tractoristes (1939).
- Prix Staline (1942) pour le film La Porchère et le Berger (1941)
- Prix Staline (1946) pour le film Six heures du soir après la guerre (1944)
- Prix Staline (1948) pour le film Le Dit de la terre sibérienne (1947)
- Prix Staline (1951) pour le film Les Cosaques de Kouban (1949)
- Artiste émérite de la RSFSR (1944)
- Artiste du peuple de l'URSS (1950)
- Ordre de l'Amitié des peuples (1983)
- Prix de la Guilde d'acteurs de cinéma de Russie "La Constellation" (1994)
- Ordre de l'Honneur (1998)[5].
- Prix spécial du président de la fédération de Russie pour la contribution exceptionnelle au développement du cinéma national (2002)